# Allenatore sudamericano dell'anno
L'allenatore sudamericano dell'anno è un premio calcistico assegnato dal quotidiano uruguaiano El País con cadenza annuale ad allenatori di paesi del Sud America che allenino in tale continente, senza distinzioni tra squadre di club o Nazionali.

## Albo d'oro

### Vincitori
| Anno | Nome                    | Nazionalità | Squadra/Nazionale       |
| ---- | ----------------------- | ----------- | ----------------------- |
| 1986 | Carlos Bilardo          | Argentina   | Argentina               |
| 1987 | Carlos Bilardo (2)      | Argentina   | Argentina               |
| 1988 | Roberto Fleitas         | Uruguay     | Nacional (URU)          |
| 1989 | Sebastião Lazaroni      | Brasile     | Brasile                 |
| 1990 | Luis Cubilla            | Uruguay     | Olimpia (PAR)           |
| 1991 | Alfio Basile            | Argentina   | Argentina               |
| 1992 | Telê Santana            | Brasile     | São Paulo (BRA)         |
| 1993 | Francisco Maturana      | Colombia    | Colombia                |
| 1994 | Carlos Bianchi          | Argentina   | Vélez Sársfield (ARG)   |
| 1995 | Héctor Núñez            | Uruguay     | Uruguay                 |
| 1996 | Hernán Darío Gómez      | Colombia    | Colombia                |
| 1997 | Daniel Passarella       | Argentina   | Argentina               |
| 1998 | Carlos Bianchi (2)      | Argentina   | Boca Juniors (ARG)      |
| 1999 | Luiz Felipe Scolari     | Brasile     | Palmeiras (BRA)         |
| 2000 | Carlos Bianchi (3)      | Argentina   | Boca Juniors (ARG)      |
| 2001 | Carlos Bianchi (4)      | Argentina   | Boca Juniors (ARG)      |
| 2002 | Luiz Felipe Scolari (2) | Brasile     | Brasile                 |
| 2003 | Carlos Bianchi (5)      | Argentina   | Boca Juniors (ARG)      |
| 2004 | Luis Fernando Montoya   | Colombia    | Once Caldas (COL)       |
| 2005 | Aníbal Ruiz             | Uruguay     | Paraguay                |
| 2006 | Claudio Borghi          | Argentina   | Colo-Colo (CHI)         |
| 2007 | Gerardo Martino         | Argentina   | Paraguay                |
| 2008 | Edgardo Bauza           | Argentina   | LDU Quito (ECU)         |
| 2009 | Marcelo Bielsa          | Argentina   | Cile                    |
| 2010 | Óscar Tabárez           | Uruguay     | Uruguay                 |
| 2011 | Óscar Tabárez (2)       | Uruguay     | Uruguay                 |
| 2012 | José Pekerman           | Argentina   | Colombia                |
| 2013 | José Pekerman (2)       | Argentina   | Colombia                |
| 2014 | José Pekerman (3)       | Argentina   | Colombia                |
| 2015 | Jorge Sampaoli          | Argentina   | Cile                    |
| 2016 | Reinaldo Rueda          | Colombia    | Atlético Nacional (COL) |
| 2017 | Tite                    | Brasile     | Brasile                 |
| 2018 | Marcelo Gallardo        | Argentina   | River Plate (ARG)       |
| 2019 | Marcelo Gallardo (2)    | Argentina   | River Plate (ARG)       |
| 2020 | Marcelo Gallardo (3)    | Argentina   | River Plate (ARG)       |
| 2021 | Abel Ferreira           | Portogallo  | Palmeiras (BRA)         |
| 2022 | Lionel Scaloni          | Argentina   | Argentina               |

### Vittorie per nazione
| Nazione    | Num. di vittorie |
| ---------- | ---------------- |
| Argentina  | 21               |
| Uruguay    | 6                |
| Brasile    | 5                |
| Colombia   | 4                |
| Portogallo | 1                |